# Evren Turhan
Evren Nuri Turhan (* 10. September 1974 in Kayseri) ist ein ehemaliger türkischer Fußballspieler und -kommentator. Aufgrund seiner fünfjährigen Tätigkeit für Kocaelispor wird er mit diesem Verein assoziiert. Nach seiner Fußballspielerkarriere begann er eine Karriere als Fußballkommentator. Turhans Vater Osman Nuri Turhan war ebenfalls Profifußballspieler und spielte in den 1960er und 1970er Jahren u. a. für Balıkesirspor, Düzcespor und Kayserispor. Turhans jüngerer Bruder Serkan Turhan wurde ebenfalls Profifußballspieler.

## Karriere

### Verein
Turhan begann mit dem Vereinsfußball in der Jugend des türkischen Hauptstadtklubs Ankara Şekerspor. Hier wurde er für die türkischen Jugendnationalmannschaften entdeckt und spielte bis zum Sommer 1992 in der Nachwuchsabteilung. 
Nachdem Şekerspor zum Saisonende 1991/92 den Klassenerhalt in der 2. Lig verpasste, wechselte Turhan mit einem Profivertrag ausgestattet zum damaligen Zweitligisten Balıkesirspor. Bei diesem Verein eroberte er sich schnell einen Stammplatz und avancierte in seinen zwei Jahren für diesen Verein zu einem der begehrtesten Youngster der Liga.
Zur Spielzeit 1994/95 wechselte er zum Erstligisten Kocaelispor. Hier gelang ihm auf Anhieb der Sprung in die Startelf. In seiner zweiten Saison interessierten sich mehrere Vereine für Turhan, während der Istanbuler Verein Galatasaray am Saisonanfang bereits einen ersten Anwerbeversuch unternahm. Nachdem dieser Anwerbeversuch gescheitert war, unternahm man zur Wintertransferperiode 1995 einen weiteren der erfolgreich war. Turhan wechselte zum Dezember 1995 zu Galatasaray, während Kocaelispor als Gegenleistung Saffet Sancaklı, den man bereits vor einem Jahr von Kocaelispor verpflichtet hatte, und eine Ablösesumme von 30.000.000 Türkische Lira erhielt. Zu den Rot-Gelben gewechselt, schaffte es Turhan sofort in die Stammelf. Während seine Mannschaft die Saison eher enttäuschend beendete, zählte Turhan zu den besten Spielern seines Teams. Zum Saisonende wurde man Türkischer Pokalsieger.
Zur neuen Saison wurde der auslaufende Vertrag mit dem Trainer Graeme Souness nicht verlängert und stattdessen Fatih Terim als Trainer vorgestellt. Unter diesem Trainer verlor Turhan seinen Stammplatz, kam aber dennoch zu regelmäßigen Einsätzen. Turhan erklärte bereits zu Saisonbeginn, Galatasaray verlassen zu wollen. Nachdem er bis zur Winterpause bei Galatasaray tätig gewesen war, wechselte er als Gegenleistung zum Torhüter Volkan Kilimci zu seinem alten Verein Kocaelispor. Obwohl Terim von Turhan regelmäßig Gebrauch machte, hatte die Mannschaft dringenden Bedarf an einem Torhüter. Da der Verein sich damals in finanziellen Engpässen befand, wurde statt einer vollen Ablösesumme für Kilimci auch Turhan als Gegenleistung benutzt.
Zu Kocaelispor gewechselt, schaffte er es sofort in die Stammelf, wurde auch mit Kocaelispor Türkischer Pokalsieger und schaffte es obendrein in die Türkische Nationalmannschaft.
Nachdem Evren zweieinhalb Jahre für Kocaelispor tätig gewesen war, wechselte er zum Sommer 1999 zum Zweitligisten Siirt Jet-Pa Spor. Bei diesem Verein hatte sich der Mäzen Fadıl Akgündüz eingekauft und versuchte durch Anwerben diverser Stars wie Sergen Yalçın, Ersen Martin, Timuçin Bayazıt, Ceyhun Eriş, Okan Öztürk und Oktay Derelioğlu den Klub in die 1. Lig zu führen. Bereits nach einer Spielzeit erreichte man durch die Vizemeisterschaft dieses Ziel und stieg zum ersten Mal in der Vereinsgeschichte in die 1. Lig auf.
Bereits zum Saisonende verließ Turhan wieder Siirt Jet-Pa Spor und wechselte zum Erstligisten Adanaspor. Die nächsten Jahre spielte er für diverse Vereine der Süper Lig.
Nachdem er in der Saison 2008/09 für den Zweitligisten Kayseri Erciyesspor tätig gewesen war, beendete er seine Karriere.
In der Saison 2011/12 spielte er eine Spielzeit für den Amateurverein Büyükdere SK und beendete anschließend ein weiteres Mal seine Karriere.

### Nationalmannschaft
Turhan durchlief mehrere Jugendnationalmannschaften der Türkei.
Im Juni 1996 wurde Turhan im Rahmen eines Krim-Pokal-Spiels gegen die kroatische Nationalmannschaft vom damaligen Nationaltrainer Mustafa Denizli das erste Mal in seiner Karriere in den Kader der türkischen Nationalmannschaft nominiert. Während dieses Spiels gab er sein Länderspieldebüt. Während dieses Turniers absolvierte er sein zweites und letztes Länderspiel.
2003 wurde er in den Kader der zweiten Auswahl der türkischen Nationalmannschaft nominiert, kam aber bei dieser Nominierung zu keinem Spieleinsatz.

## Erfolge
Mit Galatasaray Istanbul
- Türkischer Pokalsieger: 1995/96

Mit Kocaelispor
- Türkischer Pokalsieger: 1996/97

Mit Siirt Jet-Pa Spor
- Meisterschaft der TFF 1. Lig: 1999/2000
- Aufstieg in die Süper Lig: 1999/2000

Mit der Türkischen U-18-Nationalmannschaft
- U-18-Vize-Europameister: 1993